# کومی سلوم کلاسو
کومی سلوم کلاسو (انگلیسی: Komi Sélom Klassou؛ زادهٔ ۱۰ فوریهٔ ۱۹۶۰) سیاست‌مدار اهل توگو است. وی از ۱۰ ژوئن ۲۰۱۵ نخست‌وزیر این کشور است.